# Geschützter Landschaftsbestandteil Feldgehölz Zum Kump
Der Geschützte Landschaftsbestandteil Feldgehölz Zum Kump mit 1,04 ha Flächengröße liegt im Stadtgebiet von Marsberg nordwestlich von Canstein im Hochsauerlandkreis. Das Gebiet wurde 2008 mit dem Landschaftsplan Marsberg durch den Kreistag des Hochsauerlandkreises als Geschützter Landschaftsbestandteil (LB) ausgewiesen. Im Osten grenzt ein Hofgelände an. Im Norden liegt das Landschaftsschutzgebiet Rotes Land. Der LB ist sonst umgeben vom Landschaftsschutzgebiet Freiflächen um Canstein.

## Beschreibung
Der Landschaftsplan führt zum LB aus: „Am Rande der ortsnahen Freiflächen nördlich von Canstein erstreckt sich entlang eines asphaltierten Weges ein sichelförmiges Feldgehölz mit Hainbuche und Hasel als vorherrschende Gehölzarten. Es beherbergt auf flachgründigem Kalk-Verwitterungsboden eine artenreiche, flächendeckende Bodenvegetation aus den – teilweise seltenen – Krautarten des Waldmeister-Buchenwaldes und hohen Anteilen von Efeu. Im Norden ist ein strauchreicher Waldmantel ausgebildet, zum Weg hin hat sich ein Brennnesselsaum eingestellt. An der Südseite ist kaum ein Waldmantel oder -saum entwickelt, da hier unmittelbar bis an die Bäume heran geackert wird. Auffallend ist neben den waldartigen Haselbeständen und einem größeren Frühjahrsblüher-Vorkommen der individuenstarke Feldahornjungwuchs. Neben den Artenschutz-Funktionen kommt dem Feldgehölz ein hoher Wert als belebendes Landschaftselement in der großräumigen Feldflur zu.“

## Schutzzweck
Die Ausweisung als LB erfolgte:
- Zur Erhaltung, Entwicklung oder Wiederherstellung der Leistungs- und Funktionsfähigkeit des Naturhaushaltes
- Zur Belebung, Gliederung oder Pflege des Orts- und Landschaftsbildes
- Zur Abwehr schädlicher Einwirkungen

Das LB stellt, wie die anderen LBs im Landschaftsplangebiet, einen herausragenden Lebensraum für die ökologischen Leistungsfähigkeit des Naturhaushaltes dar. Dient ferner als landschaftsgliederndes und -belebendes Element. Die Ausweisung dient der Abwehr realer oder potenzieller schädlicher Einwirkungen durch Pflanzenentnahme, Relief- oder Gewässerveränderungen usw.